# Джордан (Міннесота)
Джордан (англ. Jordan) — місто (англ. city) в США, в окрузі Скотт штату Міннесота. Населення — 6656 осіб (2020).

## Географія
Джордан розташований за координатами 44°39′53″ пн. ш. 93°38′25″ зх. д. / 44.66472° пн. ш. 93.64028° зх. д. (44.664627, -93.640244).  За даними Бюро перепису населення США в 2010 році місто мало площу 8,57 км², з яких 8,51 км² — суходіл та 0,06 км² — водойми.

## Демографія
Згідно з переписом 2010 року, у місті мешкало 5470 осіб у 1871 домогосподарстві у складі 1428 родин. Густота населення становила 638 осіб/км².  Було 1961 помешкання (229/км²).
Расовий склад населення:
| - 92,4 % — білих - 1,3 % — азіатів - 0,8 % — корінних американців - 0,6 % — чорних або афроамериканців - 2,4 % — осіб інших рас |

До двох чи більше рас належало 2,4 %. Частка іспаномовних становила 6,5 % від усіх жителів.
За віковим діапазоном населення розподілялося таким чином: 34,0 % — особи молодші 18 років, 59,9 % — особи у віці 18—64 років, 6,1 % — особи у віці 65 років та старші. Медіана віку мешканця становила 31,8 року. На 100 осіб жіночої статі у місті припадало 100,0 чоловіків;  на 100 жінок у віці від 18 років та старших — 99,4 чоловіків також старших 18 років.
Середній дохід на одне домашнє господарство  становив 77 629 доларів США (медіана — 68 252), а середній дохід на одну сім'ю — 95 918 доларів (медіана — 81 820). Медіана доходів становила 51 802 долари для чоловіків та 38 914 долари для жінок. За межею бідності перебувало 4,1 % осіб, у тому числі 3,7 % дітей у віці до 18 років та 4,3 % осіб у віці 65 років та старших.
Цивільне працевлаштоване населення становило 3135 осіб. Основні галузі зайнятості: роздрібна торгівля — 22,1 %, виробництво — 16,3 %, освіта, охорона здоров'я та соціальна допомога — 15,3 %.